# Elezioni comunali in Liguria del 2005
Le elezioni comunali in Liguria del 2005 si tennero il 3 e 4 aprile (con ballottaggio il 17 e 18 aprile).

## Provincia della Spezia

### Sarzana
|                                      | Massimo Caleo ✔️ Sindaco | 10 336               | 77,62 | Democratici di Sinistra | 5 480  | 43,61 | 10 |  |  |
| La Margherita                        | Massimo Caleo ✔️ Sindaco | 10 336               | 77,62 | 1 954                   | 15,55  | 3     |    |  |  |
| Partito della Rifondazione Comunista | Massimo Caleo ✔️ Sindaco | 10 336               | 77,62 | 998                     | 7,94   | 2     |    |  |  |
| Socialisti Democratici Italiani      | Massimo Caleo ✔️ Sindaco | 10 336               | 77,62 | 634                     | 5,04   | 1     |    |  |  |
| PdCI - FdV                           | Massimo Caleo ✔️ Sindaco | 10 336               | 77,62 | 454                     | 3,61   | –     |    |  |  |
| Italia dei Valori                    | Massimo Caleo ✔️ Sindaco | 10 336               | 77,62 | 200                     | 1,59   | –     |    |  |  |
|                                      | Andrea Pizzuto           | 1 987                | 14,92 | Forza Italia            | 1 921  | 15,29 | 2  |  |  |
| Seggio di coalizione                 | Seggio di coalizione     | Seggio di coalizione | 14,92 | 1                       |        |       |    |  |  |
|                                      | Carlo Rampi              | 677                  | 5,08  | Alleanza Nazionale      | 626    | 4,98  | –  |  |  |
| Seggio di coalizione                 | Seggio di coalizione     | Seggio di coalizione | 5,08  | 1                       |        |       |    |  |  |
|                                      | Renato Chironna          | 317                  | 2,38  | Lega Nord               | 300    | 2,39  | –  |  |  |
| Totale                               | Totale                   | 13 317               | 100   |                         | 12 567 | 100   | 20 |  |  |
|                                      |                          |                      |       |                         |        |       |    |  |  |
| Fonte: Ministero dell'interno        |                          |                      |       |                         |        |       |    |  |  |

## Provincia di Savona

### Albenga
| Candidati                                       | Candidati                  | II turno             | II turno             | I turno | I turno | Liste                   | Voti   | %     | Seggi |
| Candidati                                       | Candidati                  | Voti                 | %                    | Voti    | %       | Liste                   | Voti   | %     | Seggi |
| ----------------------------------------------- | -------------------------- | -------------------- | -------------------- | ------- | ------- | ----------------------- | ------ | ----- | ----- |
|                                                 | Antonello Tabbò ✔️ Sindaco | 8 584                | 68,06                | 7 060   | 45,93   | Uniti nell'Ulivo        | 4 307  | 30,81 | 9     |
| Solidarietà e Partecipazione (PRC - PdCI - FdV) | Antonello Tabbò ✔️ Sindaco | 8 584                | 68,06                | 7 060   | 45,93   | 1 641                   | 11,74  | 3     |       |
| Albenga C'è                                     | Antonello Tabbò ✔️ Sindaco | 8 584                | 68,06                | 7 060   | 45,93   | 240                     | 1,72   | –     |       |
|                                                 | Mauro Zunino               | 4 029                | 31,94                | 4 200   | 27,33   | Forza Italia            | 2 269  | 16,23 | 3     |
| Progetto Albenga                                | Mauro Zunino               | 4 029                | 31,94                | 4 200   | 27,33   | 968                     | 6,92   | 1     |       |
| Alleanza Nazionale                              | Mauro Zunino               | 4 029                | 31,94                | 4 200   | 27,33   | 532                     | 3,81   | –     |       |
| Unione dei Democratici Cristiani e di Centro    | Mauro Zunino               | 4 029                | 31,94                | 4 200   | 27,33   | 238                     | 1,70   | –     |       |
| Seggio di coalizione                            | Seggio di coalizione       | Seggio di coalizione | 31,94                | 4 200   | 27,33   | 1                       |        |       |       |
|                                                 | Rosalia Guarnieri          | Rosalia Guarnieri    | Rosalia Guarnieri    | 1 622   | 10,55   | Lega Nord               | 922    | 6,60  | 1     |
| Ingaunia                                        | Rosalia Guarnieri          | Rosalia Guarnieri    | Rosalia Guarnieri    | 1 622   | 10,55   | 422                     | 3,02   | –     |       |
| Seggio di coalizione                            | Seggio di coalizione       | Seggio di coalizione | Rosalia Guarnieri    | 1 622   | 10,55   | 1                       |        |       |       |
|                                                 | Roberto Schneck            | Roberto Schneck      | Roberto Schneck      | 1 175   | 7,64    | Noi per Albenga         | 996    | 7,12  | –     |
| Partito Pensionati                              | Roberto Schneck            | Roberto Schneck      | Roberto Schneck      | 1 175   | 7,64    | 91                      | 0,65   | –     |       |
| Seggio di coalizione                            | Seggio di coalizione       | Seggio di coalizione | Roberto Schneck      | 1 175   | 7,64    | 1                       |        |       |       |
|                                                 | Roberto Tomatis            | Roberto Tomatis      | Roberto Tomatis      | 483     | 3,14    | Albenga Libera          | 292    | 2,09  | –     |
|                                                 | Giuseppe Lazzaroni         | Giuseppe Lazzaroni   | Giuseppe Lazzaroni   | 336     | 2,19    | Messaggio per Albenga   | 387    | 2,77  | –     |
|                                                 | Antonino Caltagirone       | Antonino Caltagirone | Antonino Caltagirone | 284     | 1,85    | Caltagirone per Albenga | 437    | 3,13  | –     |
|                                                 | Giovanni Mancuso           | Giovanni Mancuso     | Giovanni Mancuso     | 210     | 1,37    | Cittadinanza e Politica | 167    | 1,19  | –     |
| Totale                                          | Totale                     | 12 613               | 100                  | 15 370  | 100     |                         | 13 979 | 100   | 20    |
|                                                 |                            |                      |                      |         |         |                         |        |       |       |
| Fonte: Ministero dell'interno                   |                            |                      |                      |         |         |                         |        |       |       |